# ZB vz. 30
Il Zbrojovka Brno lehký kulomet vzor 30 o solo LK vz. 30 era una mitragliatrice leggera cecoslovacca, derivata direttamente dall'ottima ZB vz. 26.

## Sviluppo
Il vz. 26 ebbe un enorme successo commerciale e, oltre ad essere prodotto su licenza in diversi paesi, diede origine al famoso Bren inglese. Nel 1930 entrò in produzione la versione migliorata vz. 30. L'arma era tecnicamente identica al progenitore ed i miglioramenti riguardarono essenzialmente le tecniche di produzione, più precise ed al contempo più rapide.
L'arma fu prodotta su licenza in Romania, Jugoslavia e Cina nazionalista. Dopo l'occupazione tedesca della Cecoslovacchia, la Wehrmacht si affrettò ad adottare sia la vz. 26 (chiamata MG 26(t)) che la vz. 30, ridenominata MG 30(t), utilizzandole nello stesso ruolo della MG 34. Nelle fasi iniziali della seconda guerra mondiale, la mitragliatrice ceca era largamente diffusa tra i reparti delle Waffen SS, che all'inizio non avevano accesso diretto ai programmi di approvvigionamento della Wehrmacht.
Nella seconda metà degli anni trenta, per il florido mercato jugoslavo venne prodotta una versione ad hoc, la ZB vz. 30J.

## Tecnica
Le limitate modifiche tecniche, rispetto al ZB vz. 26, riguardarono l'introduzione di un regolatore sul gruppo di recupero gas e un'interfaccia modificata tra canna e castello, che impediva un errato bloccaggio della stessa; differenti erano i marchi sul selettore di tiro.